# 가이낙스
주식회사 가이낙스(일본어: 株式会社ガイナックス 가부시키가이샤 가이낫쿠스[*], 영어: GAINAX Co., Ltd.)는 애니메이션을 주력으로 한 영상 작품, 컴퓨터 소프트웨어의 기획, 제작 및 판매와 컴퓨터 게임 개발 및 판매를 주된 사업내용으로 한 일본의 기업이었다.
1995년에는 사회현상을 일으킨 애니메이션 《신세기 에반게리온》을 제작했다. 주요 대표작으로는 《신비한 바다의 나디아》, 《톱을 노려라!》 등이 있다. 1980년대 후반부터 컴퓨터 게임제작을 시작하여 1990년대 초반에는 《프린세스 메이커》 시리즈 등의 작품이 성공을 거뒀다.
사명은 시마네현(島根県)의 동부 돗토리현(鳥取県)의 서부 방언(운바쿠 방언(雲伯方言))으로 거대한, 엄청난 이란 의미인 가이나에 미지를 뜻하는 X를 붙인 것이다. 또 가이나라고 하는 방언 자체는 시고쿠(四国)의 일부인 에히메현(愛媛県)과 또한 바다를 사이에 둔 오이타현(大分県)의 연안 부에서도 사용된다.

## 작풍
기획, 연출, 작화에 특화된 제작회사로 소속된 애니메이터, 연출가들도 타사에 비해 각자의 개성(조금 나쁘게 말하자면 고집)이 강해 어느 정도 원작, 캐릭터 디자인으로부터 탈선한 감을 느낄 정도로 특출한 경우도 있다. 이것은 하드코어한 애니메이션 팬(특히 작화방면의 팬)으로부터의 지지를 받고 있는 것으로 원작 존중형의 팬들로부터는 ‘너무 심하지 않은가?’라고 핀잔을 받는 경우도 있다

### 오리지널 작품의 특징
각 화 마지막에 "계속"의 자막을 삽입하는 연출은 《톱을 노려라!》(トップをねらえ!)부터 역대 가이낙스 오리지널 작품에 관습적으로 나타나는 연출 스타일 중 하나이다. 더욱이 최종화 부제를 SF소설로부터 인용하는 것도 특징이다.(일부 그렇지 않은 작품도 있다.)
- 《톱을 노려라!》→〈끝없는 흐름의 저편에서…〉(果てし無き、流れのはてに… )(고마쓰 사쿄(小松左京), 1965)
- 《신비한 바다의 나디아》→〈별을 계승하는 자〉(星を継ぐ者)(제임스 P 호건, 1977)
- 《신세기 에반게리온》→〈세계의 중심에서 사랑을 외친 자〉(世界の中心でアイを叫んだけもの)(할란 에리슨, 1969)
- 《이 추하고도 아름다운 세계》(この醜くも美しい世界)→〈내 마음의 노래〉(我が心の歌)(모린 오설리번, 1930)
- 《톱을 노려라2!》→〈당신의 인생의 이야기〉(あなたの人生の物語)(테드 창, 1999)
- 《천원돌파 그렌라간》→〈하늘의 빛은 모두 별〉(天の光はすべて星)(프레드릭 브라운, 1954)

### 판권관리
비교적 관대해서 팬들에게 에반게리온의 화상을 웹상에 사용하는 것을 부분적으로 허가한다. 공식 사이트의 톱 페이지에서의 만화가, 일러스트레이터들과의 협동작업, 위에서처럼 소속 스탭이 타사에 파견 제작협력 공식 동인지의 컨테스트적 발행을 적극적으로 행하는 등, 타사와는 차별화 된 활동으로 주목 받고 있다. 본 사의 스탭과의 협동잡업을 행하는 기회가 많은 외부 감독으로서는 다이치 아키타로(大地丙太郎), 호소다 마모루(細田守), 오시이 마모루(押井守)를 들 수 있다.

### 성인용의 컨텐츠
타사가 자사작품의 이미지를 지키기 위해 18금 동인작품에 대해 엄격한 자세를 취하는 반면 가이낙스는 자사의 일반 애니메이션 작품의 캐릭터를 사용한 《전뇌학원3 톱을 노려라!》(電脳学園3 トップをねらえ!), 《에바와 유쾌한 친구들 탈의보완계획!》(エヴァと愉快な仲間たち 脱衣補完計画!)과 현재 근무하고 있는 사원을 다룬 《가이낙스 연쇄살인사건(에로)》( ガイナックス連続殺人事件(エロ)) 등의 성인취향의 게임을 자체적으로 제작하고 있다. 팬 들 사이에는 이러한 행위를 비판하는 목소리도 있다.

## 역사

### 오카다 대표이사 체제

#### 초창기
1981년 오사카에서 개최된 일본 SF대회 「다이콘 3」 오프닝 애니메이션을 제작한 관서 일대의 학생들(오카다 토시오・타케다 야스히로・아카이 타카미・야마가 히로유키・안노 히데아키・무라하마 쇼지・사와무라 타케시 등)은 다이콘 필름이라는 영상제작 동인을 만들고 이후로도 영상제작을 계속했다. 그들 가운데 대학을 중퇴한 오카다와 타케다가 1982년 2월 오사카시 텐노지구에 SF굿즈 전문점 “제네랄프로덕츠(제네프로)”를 개업하고, 다이콘 필름과 밀접한 관계로서 활동했다. 경영이 궤도에 오르자 야마가가 오카다에게 “프로가 되자”고 제안하여, 제네프로가 활동자금 200만 엔을 내놓는 형태로 1983년 9월부터 장편OVA 《왕립우주군》의 기획을 개시했다.
그러던 중 1984년 오카다가 제네프로 사내에서 불륜을 했다가 발각되어 쫓겨나듯이 상경했다. 이후 오카다를 따라 상경한 제네프로・다이콘 필름 멤버들에 TV 애니메이션 《렌즈맨》 프로듀서 이노우에 히로아키가 합류하여 1984년 12월 24일, 《왕립우주군》 제작 스튜디오로서 가이낙스가 설립되었다. 1985년 4월, 약 4분 분량의 파일럿 필름이 제작되자, 오카다는 다이콘 필름 시절 특촬영화 판매로 연줄을 터 놓은 반다이에 이 파일럿 필름과 기획서를 들고 가서 투자를 받아냈고, 극장 애니메이션 《왕립우주군: 오네아미스의 날개》를 제작하여 1987년 3월 개봉했다. 가이낙스는 원래 《왕립우주군》 완성과 동시에 해산할 예정이었지만, 《왕립우주군》의 제작비가 과대해져 예산 초과분이 그대로 빚이 되었기 때문에 빚을 갚기 위해 경영을 계속하게 되었다.
1988년에는 안노의 첫 감독작인 OVA 《톱을 노려라!》를 제작해 호평을 받았지만, 이 작품도 제작비를 오버해서 빚만 더 늘었다. 1989년부터 1990년까지는 만화가 이케자와 사토시가 『주간 플레이보이』에 연재한 『비트쇼트!!』와 『서킷의 늑대 2: 모데나의 검』 애니판 제작에 참여했다. 오카다의 회고에 따르면 이 시기의 작품들은 창의적인 발상은 포기하고, 빚을 갚기 위해 팔릴 만한 세일즈 우선주의로 만든 작품들이었다고 한다.
그러던 중 아카이가 오카다에게 컴퓨터 게임 사업 전개를 제안하였고, 1989년 7월 15일 《전뇌학원》을 발매하여 대성공을 거두었다. 이어서 가이낙스는 만화 『사일런트 뫼비우스』 게임판을 만들어 이것도 성공을 거두고, PC잡지 『I/O』 편집부의 카시와라 야스오를 영입해서 본격적으로 게임사업에 나선다. 1991년작 《프린세스 메이커》는 육성 시뮬레이션이라는 장르를 개척한 선구작으로서 대히트했다. 또한 제네프로 시절 손님이었던 MSX 게임 개발자 민다 나오를 영입해서 에로게임 《배틀스킨패닉: 전라전사》를 발매했다. 게임 제작도 애니메이션 제작과 같은 체제로 행하여, 10명 정도의 팀 안에 그래픽반과 프로그램반을 나누었다. 디렉터는 로테이션제로 하였다. 또한 게임판 《사일런트 뫼비우스》처럼 애니메이션팀에 원화를 발주하는 케이스도 있었다. 훗날 《신세기 에반게리온》이 대박난 이후에도 이 초창기 시절과 같은 기조로 에반게리온 캐릭터들을 이용해 준 에로게임들을 만들었다.

#### 《나디아》의 대히트와 곤조의 독립
1990년 4월 방영 개시한 TVA 《신비한 바다의 나디아》는 공영방송 NHK를 통해 전국 방송되어, 각종 애니 잡지의 표지와 특집을 장식하고 인기투표에서도 1위를 차지하는 등 화제를 모았다. 그러나 이 《나디아》는 어디까지나 NHK의 프로젝트였고 가이낙스는 협력사 입장에서 제작하청을 받은 것이었는데, 그런 주제에 또 제작비를 오버해서 적자가 되었다. 이후 2000년대까지 가이낙스는 애니 제작에서 발생한 적자를 게임사업부에서 메꾸는 패턴으로 돌아갔다.
1991년에는 OVA 《1982 오타쿠의 비디오》, 《1985 속 오타쿠의 비디오》를 발표했는데, 1970년대 말엽부터 1980년대 전반까지의 애니메이션 붐을 배경으로 활약한 다이콘 필름 시절의 가이낙스 멤버들 자신을 패러디해서 이것도 호평을 받았다. 일설에는 이 작품의 미국의 일본 애니메이션 팬들 사이에 오타쿠(おたく)라고 하는 말을 대중화 시켰다고 전해진다.
1992년 2월, 제네프로가 가이낙스와 완전히 합병되었다. 같은 해 9월에는 핵심 멤버였던 무라하마 쇼지・마에다 마히로・야마구치 히로시・히구치 신지 등이 퇴사하여 곤조를 설립했다. 초대 대표이사 오카다도 이 해에 방만경영에 불만을 품은 임직원들의 사내쿠데타로 쫓겨났고 사와무라가 2대 대표이사가 되었다.

### 사와무라 대표이사 체제

#### 《에반게리온》의 메가히트
1992년 오카다가 퇴사한 직후, 《왕립우주군》의 속편 극장애니메이션 《푸른 우르》의 제작이 시작되었으나, 예산 문제로 중단되고 미완으로 끝났다. 한편 안노 히데아키는 킹레코드의 오오츠키 토시미치를 제작자로 삼아 새로운 로봇애니메이션의 기획에 착수했고, 이것이 1995년 10월 방영을 개시한 TV애니메이션 《신세기 에반게리온》이다.
이 작품은 애니메이션으로서의 대박 수준을 넘어 사회현상을 일으켰고, 가이낙스는 일약 각광을 받았다. 하지만 제작위원회에 출자하지 않았기 때문에 가이낙스가 받은 보수는 안노의 감독・각본 인세 뿐이었다. 가이낙스는 《신세기 에반게리온》 극장판까지 완결하고 나자 일감이 없어져 다시 경영위기에 빠졌고, 츠루마키 카즈야의 신작 애니메이션(훗날의 《프리크리》) 기획도 답보상태에 빠졌다. 이런 와중 안노가 만화 원작 TVA 《그 남자 그 여자의 사정》을 기획해서 1998년 방영되었다.
상황이 이렇게 되자 제작위원회가 에반게리온 관련 상품 창구를 가이낙스로 옮겨 주면서, 각종 굿즈 판권 수입이 가이낙스로 들어오게 되었다. 이로써 비로소 적자를 벗어났으나, 느닷없이 돈벼락을 맞은 것이 이후 방만경영을 악화시킨 원인이 되었다고 훗날(2019년) 안노는 지적하였다.

#### 분식회계 사건
1999년, 가이낙스는 소득을 은닉하여 총 5억 8000만 엔을 탈세한 혐의로 도쿄국세국으로부터 고발당했고, 2000년 사와무라는 대표이사를 사임하고 퇴사했다.

### 야마가 대표이사 체제

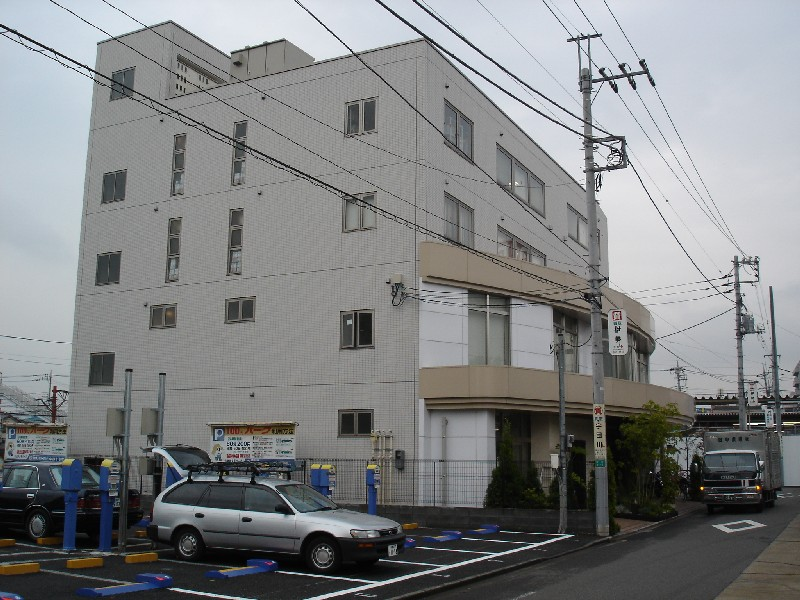
도쿄도 고가네이시의 가이낙스가 입주한 빌딩(2003년~2006년)

《왕립우주군》 감독 야마가 히로유키가 3대 사장이 되었다. 2001년에는 《마호로매틱》(샤프트와 공동제작), 2003년에는 《프린세스 메이커》의 애니화 작품인 《꼬마공주 유시》(AIC와 공동제작)를 제작하는 등, TVA 원청으로서의 실적을 계속 쌓아갔고 OVA 《프리크리》(프로덕션I.G와 공동제작)도 화제작이 되었다. 2003년에는 본사를 본사를 무사시노시 나카마치 2정목에서 고가네이시 혼마찌 6정목으로 이전했다. 2000년대 들어서는 에반게리온 유행이 잦아들면서 굿즈 수입이 줄어들고, 이에 따라 매월 자금융통 쇼트가 지적되기 시작했다. 이에 가이낙스는 2004년 들어 거래처인 대기업 2개사로부터 증자를 받고, 에반게리온 파칭코를 개척함으로써 재정을 회복했다. 2004년부터 2006년까지는 설립 20주년 기념으로 《톱을 노려라2!》를 단독원청으로 발표했다.

#### 카라의 독립
안노는 창업 때부터 작품 제작에만 전념해 오다가, 사와무라의 탈세 사건을 계기로 이사에 취임해 경영개혁에 나섰다. 하지만 급여체계나 사내 시스템에 관한 자신의 개선안이 전혀 받아들여지지 않고 방만경영이 계속되자 강한 불신감을 품게 되었다. 안노는 스태프들에게 자금을 분배할 수 있는 장소가 필요하다는 생각에 2006년 9월 스튜디오 카라를 설립하고 이듬해 2007년 10월 가이낙스에서 퇴사했다. 츠루마키 카즈야, 야마구치 마사유키 등 《신세기 에반게리온》 제작에 참여한 안노 라인 주력 스태프들도 안노를 따라 카라로 이적했다.
이 때 안노가 《에반게리온》의 원작자인 것으로 이야기가 되어 그 판권도 카라가 가져가게 되었다. 가이낙스는 카라와 상품화 계약을 체결하고 《에반게리온》의 판권관리와 상품화 창구를 맡으며 카라에 사용료를 지불하는 것으로 계약이 되었다. 안노 퇴사 이후에도 이 로열티 배분과 수수료가 한동안 가이낙스에게 큰 수입이 되었다
2007년부터 개봉한 에반게리온 신극장판 시리즈는 카라가 자주제작했다. 이후 가이낙스 사내의 방침 전환 등으로 카라가 《에반게리온 신극장판: 파》를 제작하던 2008년경부터 쌍방의 관계가 바뀌어 《에반게리온》 관련 수익을 배분받는 몫은 줄어들었지만, 그래도 가이낙스는 《에반게리온》 작품군에 의한 수입을 계속 얻고 있었다.

#### 《그렌라간》 제작과 트리거의 독립
2000년대 후반, 로봇물로 오리지널 TV애니메이션 및 극장애니메이션을 만들자는 기획이 섰다. 이 기획이 정리되어 극작가 나카지마 카즈키가 기용되었고, 젊은 스태프였던 이마이시 히로유키가 감독으로 등판해 《천원돌파 그렌라간》이 제작되었다. 당시 주력 스태프들은 창립 20주념 기념작인 OVA 《톱을 노려라2!》 제작에 바빴기 때문에, 《그렌라간》 TVA는 이마이시 등 소장파 스태프들을 중심으로 진행되었다. 《그렌라간》은 가이낙스 최초의 단독원청 TVA로서 2007년 방영되어 히트작이 되었다.
《그렌라간》 제4화 방영 이후 일부 시청자들이 공식 블로그 등에 비판적인 의견을 투고했는데, 이런 의견에 반발한 한 사원이 믹시 일기장에 시청자들을 비판하는 의견을 썼던 것이 발견되었다. 그리고 이사 아카이가 이 사원의 일기에 동조하는 코멘트를 붙인 것까지 밝혀지자 일이 커져서 최종적으로 개국공신 아카이가 이사를 사임하는 사태로까지 발전했다.
2010년에는 CG제작 프로덕션 “키치조지 트론(吉祥寺トロン)”을 자회사로 설립했다.
이마이시는 2010년 방영된 《팬티 & 스타킹 with 가터벨트》도 감독했다. 그러나 이듬해 2011년 8월, 이마이시는 오오츠카 마사히코와 함께 가이낙스를 퇴사하고 스튜디오 트리거를 창업했다. 이후 안노 퇴사 이후 주력 스태프였던 이시자키 토시오・요시나리 요우・사다카타 키쿠코・야마구치 사토시・니시고리 아츠시・우에무라 유타카 등 70-80년대생 소장파 라인이 줄줄이 퇴사했다.

#### 다시 경영악화, 카라와의 소송전

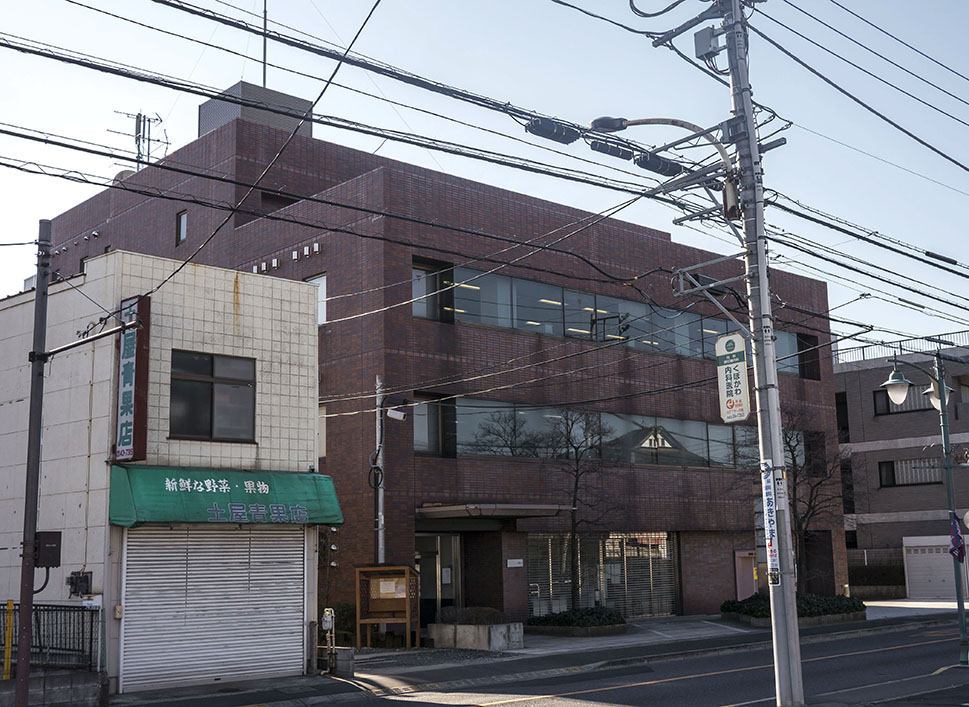
도쿄도 미타카시의 가이낙스가 입주한 빌딩(2011년~2016년)

2011년 1월, 본사를 미타카시 시모렌자쿠의 옛 카스가전기 사옥으로 이전했고, 동년 2월 후지중공업(현재의 주식회사 스바루)와 공동제작으로 웹애니메이션 《방과후의 플레이아데스》를 제작했다. 이 시기 나라시 출신 영상프로덕션 경영자 아사오 요시노리가 영입되어 가이낙스의 자회사인 키치조지 트론의 대표이사가 되었다.
가이낙스는 《팬티 & 스타킹 with 가터벨트》 이후 히트작을 내지 못하고 2012년부터 다시 경영이 악화된다. 2013년 《푸른 우르》 제작을 다시 발표했으나 착수하지 못하고 동결된다. 또한 카라에 줘야 하는 굿즈 사용료 지불도 연체되었다. 타케다는 2014년 안노에게 자금 융통을 부탁했다. 가이낙스의 경영상황에 위기감을 느낀 안노는 《에반게리온》의 상품화 창구나 로열티 분배업무 이양 스케줄을 당초 합의보다 1년 앞당기는 조건으로 카라 법인 명의로 1억 엔을 대출해 주었다.
이 때 안노는 카라로 이적한 스태프들의 지분이 큰 《톱을 노려라!》, 《톱을 노려라2!》, 《프리크리》 세 작품의 저작권 매입도 야마가에게 신청했다. 하지만 2015년 5월 은행의 개입으로 가이낙스에 대폭 인원정리가 행해짐과 동시에, 《프리크리》가 프로덕션I.G에 매각되는 등 안노가 신청한 세 작품을 비롯한 여러 작품의 권리가 2014년에서 2015년 사이 다른 회사들에 매각된 것이 밝혀졌다. 작품의 권리나 자료가 산일하는 것을 염려한 안노는 가이낙스에 경영상황 설명과 변제 계획 제시를 요구했으나, 가이낙스는 “경영 상황에 문제는 없고 예정대로 변제할 것”이라고밖에 회답하지 않았다. 이리 되자 카라는 2016년 8월 1일, 가이낙스에 대한 채권가압류를 신청했고 8월 26일 가압류가 집행되었다. 그러나 이후로도 가이낙스 측으로부터 변제계획을 제시하지 못했기에, 카라는 9월 9일 대출금 1억 엔의 상환을 요구하는 대금반환청구소송을 도쿄지방재판소 다치카와지부에 제소했다.

#### 지방자회사들의 설립
가이낙스는 2011년 아카이 타카미의 고향 돗토리현 요나고시에 아카이가 대표를 맡는 “요나고 필름”을 세우고, 요나고시에서 주최하는 영화제 “요나고 영화사변” 사업을 시작했다. 2014년에는 이것을 모체로 자회사 요나고 가이낙스(대표 아카이 타카미)를 설립했다. 요나고를 시작으로 임원들의 고향이나 연고지에 자회사를 속속 설립했는데, 다음과 같다.
- 2014년 5월 돗토리현 요나고시의 “요나고 가이낙스”(대표 아카이 타카미): 《프린세스 메이커》 시리즈의 저작권을 가지고 나갔다.
- 2014년 11월 후쿠시마현 미하루정의 “후쿠시마 가이낙스”(대표 아사오 요시노리)
- 2016년 3월 효고현 고베시 “GAINAX WEST” (대표 타케다 야스히로)
- 2016년 7월 니가타현 니가타시 “가이낙스 니가타”(대표 미발표. 그러나 니가타는 야마가 히로유키의 고향이다)
- 2016년 12월 교토부 교토시 “GAINAX 교토” (대표 타케다 야스히로)

그리고 카라(안노)로부터 고소를 당한 2016년 9월, 가이낙스 본사는 제작부문 스태프들을 전원 해고하고 “가이낙스 스튜디오”로 강제 이적시킨다. 이 회사는 아사오 요시노리가 대표인 “후쿠시마 가이낙스”의 도쿄도내 스튜디오이며, 2018년 8월 주식회사 가이나로 사명을 변경했다. 즉, 2016년 9월 이후 가이낙스 본사는 제작인력이 한명도 없이 페이퍼컴퍼니화 되었다. 같은 해 10월에는 본사를 무사시노시 고텐야마의 한 가정집으로 이전했고, 12월부터 카라와의 대립이 표면화되어 전국적인 주목을 받았다.
소송은 2017년 6월, 카라가 승소하고 가이낙스가 항소하지 않아 확정되었다. 이 때 가이낙스의 연매출은 2016년 7월 기준 2억 4000만 엔으로, 5년 전(2011년 7월 기준)의 10분의 1로 격감해 있었고 재판 제소 시점에서 1억 엔의 채무초과 상태에 있다는 것도 밝혀졌다. 게다가 가이낙스가 보유한 과거 중요자료들을 무단으로 자회사 “후쿠시마 가이낙스”에 대량매각한 것이 재판 과정에서 밝혀졌다. 카라는 이것을 후쿠시마 가이낙스로부터 재매입하여 관계 회사들의 양해를 얻은 뒤 특정비영리활동법인 “아니메특촬아카이브기구(アニメ特撮アーカイブ機構)”의 관리하에 두었다.
그러나 가이낙스는 지방에 세운 자회사들은 가이낙스 본사와 자본관계가 없다고 나몰라라하는 의견을 표명했다. 하지만 후쿠시마 가이낙스 대표 아사오는 2015년 3월 가이낙스 이사에 합류하고 2015년 11월 가이낙스 본사와 후쿠시마 지사의 자본관계가 해소된 이후에도 2016년 11월경까지 가이낙스 본사 이사를 겸무하고 있었다. 가이낙스 본사는 앞서 언급한 바 후쿠시마 가이낙스에 제작진을 강제이적하고 제작자료를 대량 매각하는 등의 짓을 바로 이 시기에 실시하고 있었다.
후쿠시마 가이낙스는 2018년 8월 20일, 아사오가 대표권을 가진 채 키노시타그룹의 완전자회사가 되어 사명을 “주식회사 가이나(株式会社ガイナ)”로 변경했다. 가이나는 동년 9월, 야마가를 감독・각본으로 ‘초빙’하여 1992년 이래로 방치되어 온 《푸른 우르》를 제작하겠다고 발표했고, 《톱을 노려라 3》, 완전신작 애니메이션 《레스큐 아카데미아》, 《하품하는 데는 이유가 있다》의 제작도 발표했다. 그러나 이 자료들은 상술한 대로 소송 결과 카라가 재매입하여 아카이브에 봉인하였다.

### 마키 대표이사 체제
2015년에 아사오가 이사로 취임함과 동시에 마키 토모히로가 프로듀서로 입사했다. 2016년 타케다가 자회사 “GAINAX WEST” 대표이사가 되면서 가이낙스 이사에서 퇴임하자 마키가 그 자리를 채워 이사가 되었다.
마키는 파칭코 기계 기획개발 경력을 가진 인물로서, 영상제작과는 전혀 무관한 인물이었다. 마키는 2016년 자신이 대표를 맡는 “주식회사 오오카제노오코루사마”의 사업으로 아키하바라에 코스프레 사진관 겸 예능 프로덕션을 개설하고 “가이낙스 감수”를 받았다고 브랜딩했다. 2018년 6월에는 가이낙스의 자회사로서 예능 프로덕션 “가이낙스 인터내셔널”을 설립하고 대표에 취임했다. 그리고 2019년 10월 본사에서 손을 터는 야마가에게서 주식을 양도받은 마키는 가이낙스 본사 대표이사에 취임했다. 그러나 같은 해 12월, 마키는 미성년 여성에 대한 준강제추행 혐의로 체포되었다. 이 사건이 《에반게리온》 제작사 사장이 범죄를 저질렀다는 식으로 알려지자, 그동안 침묵을 지키고 있던 안노가 비로소 전면에 나서 그간의 사정을 폭로하기 시작했다.
마키는 2020년 12월 14일 징역 2년 6개월형을 선고받았다.

### 사외이사 비상체제
이 사태로 12월 27일 가이낙스 임시주주총회가 열렸고, 2020년 2월 18일 새로운 임원진이 발표되었다. 대표이사사장에는 전 가이낙스 판권관리담당자로 현재는 카라의 판권을 관리하는 회사 “그라운드웍스”의 대표를 맡고 있는 카미무라 야스히로(神村靖宏)가 취임하였고, KADOKAWA 애니메이션사업국 제작부장 타카이시 유우코(髙石優子), 킹레코드 상석집행역원 모리야마 아츠시(森山敦), 트리거 부사장 우사 요시키가 이사로 취임했다. 새로운 임원진이 발표됨과 동시에, 가이낙스는 본래 가져야 할 자료와 지적재산권들이 산일상황에 있음이 발표되었고, 이 발표에 앞서 2월 5일에는 공식 굿즈 통판 사이트 “GAINAX OFFICIAL SHOP”도 영업 종료가 공표되었다.
임원 전원이 사외이사로 교체된 가이낙스는 《팬티 & 스타킹 with 가터벨트》의 저작권을 트리거에 양도하는 등, 권리관계 정리를 진행해나갔다.

#### 회사 파산
2024년 6월 7일, 가이낙스는 공식 웹사이트에 5월 29일자로 회사파산 신청을 하였고 그것이 수리되었음을 보고한다. 카라 역시 동시에 보도자료를 발표하여, 애니 업계 관계자들에 대한 미지급 문제만이라도 해소하고 지적재산권・자료 소멸을 막고자 가이낙스의 경영을 일신하고자 했으나, 구 경영진이 누적시킨 채무가 너무 과중하여 업무의 지속이 불가능하다고 판단했다고 경과를 설명했다. 그리고 “가이낙스(GAINAX)”라는 상표의 권리는 카라가 취득하였으며, 구 경영진들이 분사해서 세운 아사오 등의 가이나, 타케다의 GAINAX 교토・GAINAX WEST, 아카이의 요나고 가이낙스 등의 회사들은 상표권자 카라에게 이용허락을 받지 않은 유사 회사들이라고 발표했다.

## 작품 이력

### TV 애니메이션
| 개시년 | 방송 기간         | 제목                                                        | 감독 (총감독)               | 비고                           |
| ------ | ----------------- | ----------------------------------------------------------- | --------------------------- | ------------------------------ |
| 1989년 | 10월 - 1990년 3월 | 고마쓰 사쿄 애니메이션 극장                                 | 니시모토 아키라             | 제작 협력: AIC                 |
| 1990년 | 4월 - 1991년 4월  | 신비한 바다의 나디아                                        | (안노 히데아키) 히구치 신지 | 공동 제작: Group Tac, 세영동화 |
| 1995년 | 10월 - 1996년 3월 | 신세기 에반게리온                                           | 안노 히데아키               | 공동 제작: 타츠노코 프로덕션   |
| 1998년 | 10월 - 1999년 3월 | 그 남자! 그 여자!                                           | 안노 히데아키 사토 히로키   | 공동 제작: J.C.STAFF           |
| 2001년 | 10월 - 12월       | 마호로매틱                                                  | 야마가 히로유키             | 공동 제작: 샤프트              |
| 2002년 | 4월 - 6월         | 아베노바시 마법 상점가                                      | 야마가 히로유키             | 공동 제작: 매드하우스          |
| 2002년 | 9월 - 2003년 1월  | 마호로매틱 ~더 아름다운 것~                                 | 야마가 히로유키             | 공동 제작: 샤프트              |
| 2002년 | 9월 - 2003년 3월  | 꼬마공주 유시                                               | 오츠카 마사히코             | 공동 제작: AIC                 |
| 2003년 | 8월 14일          | 마호로매틱 여름의 TV 스페셜「에치나노 하지 말아야 합니다!」 | 사에키 쇼지                 | 공동 제작: 샤프트              |
| 2004년 | 4월 - 6월         | 이 추하고도 아름다운 세계                                   | 사에키 쇼지                 | 공동 제작: 샤프트              |
| 2005년 | 4월 - 6월         | 이 사람이 나의 주인님                                       | 사에키 쇼지                 | 공동 제작: 샤프트              |
| 2007년 | 4월 - 9월         | 천원돌파 그렌라간                                           | 이마이시 히로아키           |                                |
| 2008년 | 10월 - 12월       | 시카바네 히메 赫                                            | 무라타 마사히코             | 공동 제작: feel.               |
| 2009년 | 1월 - 3월         | 시카바네 히메 玄                                            | 무라타 마사히코             | 공동 제작: feel.               |
| 2009년 | 10월              | まほろまてぃっく特別編 ただいま◆おかえり                    | 사에키 쇼지                 |                                |
| 2010년 | 1월 - 3월         | 하나마루 유치원                                             | 미즈시마 세이지             | 제작 협력: GANSIS              |
| 2010년 | 10월 - 12월       | 팬티 & 스타킹 with 가터벨트                                 | 이마이시 히로아키           |                                |
| 2011년 | 7월 - 9월         | 단탈리안의 서가                                             | 우에무라 유타카             |                                |
| 2012년 | 4월 - 6월         | 메다카 박스                                                 | 사에키 쇼지                 |                                |
| 2012년 | 10월 - 12월       | 메다카 박스 어브노말                                        | 사에키 쇼지                 |                                |
| 2013년 | 7월 - 9월         | 특례조치단체 스텔라 여학원 고등과 C3부                      | 카와지리 마사나오           |                                |
| 2014년 | 4월 - 9월         | 마법소녀대전                                                | 오오노기 아야노             |                                |
| 2015년 | 4월 - 6월         | 방과후의 플레이아데스                                       | 사에키 쇼지                 |                                |

### 극장 애니메이션
| 공개년 | 제목                                                                | 감독 (총감독)                                     | 비고                                          |
| ------ | ------------------------------------------------------------------- | ------------------------------------------------- | --------------------------------------------- |
| 1987년 | 왕립우주군: 오네아미스의 날개                                       | 야마가 히로유키                                   |                                               |
| 1989년 | 톱을 노려라!                                                        | 안노 히데아키                                     | 제3권 선행 상영, 제작 협력: 판타지아          |
| 1991년 | 오타쿠의 비디오                                                     | 모리 타케시                                       | 제2권 선행 상영, 제작 협력: 스튜디오 판타지아 |
| 1997년 | 신세기 에반게리온 극장판: 사도신생                                  | (안노 히데아키) 야마구치 마사유키 츠루마키 카즈야 | 공동 제작: 타츠노코 프로덕션, Production I.G  |
| 1997년 | 엔드 오브 에반게리온                                                | (안노 히데아키) 츠루마키 카즈야                   | 공동 제작: Production I.G                     |
| 1998년 | 新世紀エヴァンゲリオン劇場版 DEATH (TRUE)² / Air / まごころを、君に | 빈칸                                              | 공동 제작: Production I.G                     |
| 2003년 | 원더풀 데이즈                                                       | 김문생                                            | 일본어 송환판 제작 및 배급                    |
| 2006년 | 톱을 노려라!&톱을 노려라2! 합체 극장판!!                            | 츠루마키 카즈야                                   | 재편집판                                      |
| 2008년 | 극장판 천원돌파 그렌라간 홍련편                                     | 이마이시 히로아키                                 | 재편집판                                      |
| 2009년 | 극장판 천원돌파 그렌라간 나암편                                     | 이마이시 히로아키                                 | 재편집판                                      |
| 2020년 | 톱을 노려라! OVA전편/OVA후편                                        | 빈칸                                              | 배급: 반다이 남코 아츠                        |
| 2023년 | 톱을 노려라2! OVA전편/OVA후편                                       | 빈칸                                              | 배급: 반다이 남코 필름웍스                    |

### OVA
| 발매년 | 제목                                                              | 감독              | 비고                                   |
| ------ | ----------------------------------------------------------------- | ----------------- | -------------------------------------- |
| 1988년 | 애플시드                                                          | 카타야마 카즈요시 | 제작 협력: AIC, 센테 스튜디오          |
| 1988년 | 톱을 노려라!                                                      | 안노 히데아키     | - 1989년, 제작 협력: 스튜디오 판타지아 |
| 1989년 | Beat Shot !!                                                      | 秋本孝志          |                                        |
| 1990년 | 나키노 류                                                         | 데자키 사토시     | - 1991년, 공동 제작: 매직 버스         |
| 1991년 | 오타쿠의 비디오                                                   | 모리 타케시       | 제작 협력: 스튜디오 판타지아           |
| 1991년 | 속 오타쿠의 비디오                                                | 모리 타케시       | 제작 협력: 스튜디오 판타지아           |
| 1991년 | 불꽃 전학생                                                       | 니시지마 카츠히코 | 제작 협력: 스튜디오 판타지아           |
| 1991년 | 머니워스~표적이 된 워터프런트 계획~                               | 코가와 요리야스   |                                        |
| 2000년 | 프리크리                                                          | 츠루마키 카즈야   | - 2001년, 공동 제작: 프로덕션 I.G      |
| 2004년 | 톱을 노려라2!                                                     | 츠루마키 카즈야   | - 2006년                               |
| 2007년 | 천원돌파 그렌라간 내 그렌은 번쩍번쩍!!                            | 이마이시 히로유키 |                                        |
| 2008년 | グレパラ 〜グレンラガン パラレルワークス〜                        | 빈칸              |                                        |
| 2009년 | 天元突破グレンラガン キラメキ☆ヨーコBOX 〜Pieces of sweet stars〜 | 빈칸              |                                        |
| 2010년 | グレンラガン パラレルワークス2                                    | 빈칸              |                                        |

### Web 애니메이션
- 방과후의 플레이아데스(2011년, 공동 제작: 스바루)

## 같이 보기
- 스튜디오 지브리
- 도에이 애니메이션
- 매드하우스
- 교토 애니메이션

### 내용주
1. ↑  특히 본사의 주력 애니메이터가 다수 파견된 주요 거래처인 〈스튜디오 비호〉(スタジオ美峰)에 쿠지다 다쓰야(串田達也), 가토 히로시(加藤浩)가 참가했기 때문에 크레디트 마지막 표기에는 실질 상 공동제작이 된 《ONE PIECE THE MOVIE 오마쓰리 남작과 비밀의 섬》(ONE PIECE THE MOVIE オマツリ男爵と秘密の島)에서는 찬반의 의견이 뚜렷하게 나뉘었다.
2. ↑  인지도가 있는 스탭도 예외 없이 파견하는 경우가 있어 작품의 핵심 멤버가 되는 경우도 흔하다.(흔히들 실질상의 타사주도 작품의 공동제작. 통칭 몰래 가이낙스 작품) 예를 들어 《제도물어》(帝都物語), 《마크로스 플러스》(マクロスプラス), 《지금 거기에 있는 나》(今、そこにいる僕), 《후르츠 바스켓》(フルーツバスケット), 《DEAD LEAVES》, 《맡길소냐!》(まかせてイルか!) 《.hack/SIGN》, 《.hack/Roots》, 《ONE PIECE THE MOVIE 오마쓰리 남작과 비밀의 섬》, 《시간을 달리는 소녀》(時をかける少女), 《월면토병기 미나》(月面兎兵器ミーナ) 등
3. ↑  하지만 오시이는 과거 스텝과의 교류 공동작업이 많다.(예:히구치 신지(樋口真嗣) 등)
4. ↑  치프 디렉터
5. ↑  제23~39화
6. ↑  제16~26화
7. 1 2  DEATH
8. 1 2  REBIRTH
9. ↑  제26화 감독
10. ↑  제25화 감독

### 참조주
1. ↑  “ニコ生岡田斗司夫ゼミ ブロマガ開始記念～誰も知らないガイナックス+なりすまし人生相談 56:10からの発言”. 2021年12月29日에 확인함. 다음 글자 무시됨: ‘和書’ (도움말);
2. ↑  “.ANIME コラム”. 2008년 1월 5일에 원본 문서에서 보존된 문서. 2021년 3월 23일에 확인함. 다음 글자 무시됨: ‘和書’ (도움말)
3. ↑  “庵野秀明が自身のキャリアを振り返る！【アニメ監督編】徹底的に追い込まれた『エヴァ』製作秘話を語る！Part1”. 《Movie Walker》. 2014年11月01日. 2021년 11월 1일에 확인함. 다음 글자 무시됨: ‘和書’ (도움말);
4. ↑  竹熊健太郎編 『庵野秀明 パラノ・エヴァンゲリオン』 1997年、太田出版、85～86ページ。
5. ↑  岡田斗司夫、唐沢俊一、眠田直『オタクアミーゴス!』ソフトバンク、1997年、p127
6. 1 2  “【田中圭一連載:プリンセスメーカー編】「プレイヤーを泣かそう」岡田斗司夫の発案に赤井孝美が出した答え。それは、“みんなちがってみんないい”感動できる育成シミュレーターだった【若ゲのいたり】”. 電ファミニコゲーマー. 2018年3月1日. 2020년 1월 4일에 원본 문서에서 보존된 문서. 2020년 1월 16일에 확인함. 다음 글자 무시됨: ‘和書’ (도움말);
7. ↑  「ガイナックス特別取材 -監督みんだ☆なお氏に聞く-〔なぜ、サルなのか？〕」、『美少女ゲーム最前線パート5』,p.54.
8. ↑  「ガイナックス特別取材 -監督みんだ☆なお氏に聞く-〔なぜ、サルなのか？〕」、『美少女ゲーム最前線パート5』,p.55.
9. ↑  竹熊健太郎編 『庵野秀明 パラノ・エヴァンゲリオン』 1997年、太田出版、86～87ページ。
10. ↑  패트릭 마시아스, 마쓰야마 토모히로(町山智浩) 〈오타쿠 인 USA 사랑과 오해의 ANIME 수입사〉(オタク・イン・USA 愛と誤解のAnime輸入史) 오타출판, 2006년, p18
11. 1 2 3  庵野秀明 (2019년 12월 30일). “【庵野監督・特別寄稿】『エヴァ』の名を悪用したガイナックスと報道に強く憤る理由 (3ページ目)”. 《ダイヤモンド・オンライン》. 2019년 12월 29일에 원본 문서에서 보존된 문서. 2020년 1월 14일에 확인함. 다음 글자 무시됨: ‘和書’ (도움말)
12. ↑  “庵野秀明が自身のキャリアを振り返る！【アニメ監督編】徹底的に追い込まれた『エヴァ』製作秘話を語る！Part2”. 《Movie Walker》. 2014년 11월 1일. 2020년 2월 22일에 확인함. 다음 글자 무시됨: ‘和書’ (도움말)
13. ↑  “エヴァンゲリオンの製作者に実刑”. 《CINEMATOPICS》. 2000년 3월 27일. 2024년 5월 11일에 확인함.
14. ↑  第5回「第4回SFショウ開催のきっかけ」「初めてのイベント」「日本SF大会開催への道」, 2014年8月26日,2024年6月9日閲覧、2022年7月13日時点のオリジナルよりアーカイブ
15. 1 2 3  庵野秀明 (2019년 12월 30일). “【庵野監督・特別寄稿】『エヴァ』の名を悪用したガイナックスと報道に強く憤る理由 (4ページ目)”. 《ダイヤモンド・オンライン》. 2019년 12월 29일에 원본 문서에서 보존된 문서. 2020년 1월 14일에 확인함. 다음 글자 무시됨: ‘和書’ (도움말)
16. ↑  “DVD発売を記念して まほろさんが秋葉原に!?”. 《SOFTBANK GAMES》. 2001년 12월 4일. 2024년 6월 9일에 확인함.
17. 1 2 3 4 5  “アニメスタジオ“TRIGGER”。『グレンラガン』『キルラキル』を生み出した、その成り立ちと作品を語る――舛本和也氏×若林広海氏対談”. 《ファミ通.com》. KADOKAWA. 2019년 5월 24일. 2023년 3월 1일에 원본 문서에서 보존된 문서. 2020년 1월 14일에 확인함. 다음 글자 무시됨: ‘和書’ (도움말)
18. 1 2 3 4 5 6  庵野秀明 (2019년 12월 30일). “【庵野監督・特別寄稿】『エヴァ』の名を悪用したガイナックスと報道に強く憤る理由 (5ページ目)”. 《ダイヤモンド・オンライン》. 2019년 12월 29일에 원본 문서에서 보존된 문서. 2020년 1월 14일에 확인함. 다음 글자 무시됨: ‘和書’ (도움말)
19. ↑  庵野秀明監督が初めて語る経営者としての10年（下）(2ページ目) 週間ダイアモンドオンライン 2016年11月16日付,オリジナルよりアーカイブ
20. ↑  ガイナックス、庵野監督「カラー」との訴訟騒動を謝罪 オリコン 2016年12月6日付
21. ↑  “mixi日記の記述で引責　ガイナックス赤井氏が取締役辞任”. ITMedia. 2007年04月27日. 2019년 1월 15일에 확인함. 다음 글자 무시됨: ‘和書’ (도움말);
22. ↑  ぴあBOOKSHOP PIXAR ぴあ
23. ↑  “スバル×ガイナックスの『放課後のプレアデス』、再生数が100万回オーバー”. 《ITmedia ビジネスオンライン》 (일본어). 2024년 6월 9일에 확인함.
24. ↑  「一般社団法人東北ニュービジネス協議会ふくしま支部第37回会員交流会開催のご案内」 2015年7月1日、一般社団法人東北ニュービジネス協議会福島支部
25. 1 2 3 4 5  庵野秀明 (2019년 12월 30일). “【庵野監督・特別寄稿】『エヴァ』の名を悪用したガイナックスと報道に強く憤る理由 (7ページ目)”. 《ダイヤモンド・オンライン》. 2019년 12월 29일에 원본 문서에서 보존된 문서. 2024년 6월 9일에 확인함. 다음 글자 무시됨: ‘和書’ (도움말)
26. ↑  “庵野秀明のカラーに借金で提訴されたガイナックス、本社が「築45年のマンションの一室」に移転”. Buzzup. 2016年12月2日. 2020년 1월 15일에 확인함. 다음 글자 무시됨: ‘和書’ (도움말);
27. ↑  アニメ会社に1億円支払い命令 庵野監督の古巣 共同通信 2017年6月23日,2017年6月23日時点のオリジナルよりアーカイブ
28. ↑  “古巣を提訴…エヴァ制作会社に債務返還求め”. 《毎日新聞》 (毎日新聞社). 2016년 12월 2일. 2016년 12월 1일에 원본 문서에서 보존된 문서. 2016년 12월 2일에 확인함.
29. ↑  “12月2日の報道についてお詫びとお知らせ”. 2023년 12월 2일에 원본 문서에서 보존된 문서. 2024년 6월 7일에 확인함.
30. ↑  “会社概要”. 2015년 3월 2일에 원본 문서에서 보존된 문서. 2021년 11월 23일에 확인함.
31. ↑  “会社概要”. 2016년 11월 28일에 원본 문서에서 보존된 문서. 2021년 8월 15일에 확인함.
32. ↑  “福島ガイナックス、木下グループ傘下へ 社名をガイナに変更”. イード. 2018년 8월 20일. 2023년 10월 3일에 원본 문서에서 보존된 문서. 2019년 1월 15일에 확인함. 다음 글자 무시됨: ‘和書’ (도움말)
33. ↑  “ガイナ、4つの新作を発表！ 「トップをねらえ3」「蒼きウル」など今秋より制作開始、”. イード. 2018年9月7日. 2020년 1월 5일에 확인함. 다음 글자 무시됨: ‘和書’ (도움말);
34. ↑  “会社概要”. 2016년 2월 4일에 원본 문서에서 보존된 문서. 2021년 8월 15일에 확인함.
35. ↑  「世界初！トリックアートによる新アキバ観光スポット」 （プレスリリース）。2016年8月7日、オオカゼノオコルサマ株式会社。
36. ↑  株式会社ガイナックスインターナショナルの情報 国税庁法人番号公表サイト
37. ↑  “ガイナックス、不祥事を受けて役員を総入れ替え 新取締役に「エヴァ」やトリガー関係者らが就任”. 《ねとらぼ》. 2020년 2월 22일. 2020년 2월 22일에 확인함. 다음 글자 무시됨: ‘和書’ (도움말)
38. ↑  Gshop [GAINAXshop]. “GAINAX OFFICIAL SHOP 閉店のお知らせこの度、GAINAX OFFICIAL SHOP（通販サイト）を閉店させていただくことになりました。ながらくのご愛顧、誠にありがとうございました。・終了日時：2020年2月29日(土)23時59分閉店に伴い、クリアランスセールを開催中です。” (트윗). 2021년 9월 18일에 확인함. |날짜=가 없거나 비었음 (도움말)
39. ↑  ガイナックス(GAINAX 公式) [GAINAXNET]. “TRIGGERさん発表のとおり、2010年に弊社で制作した『Panty & Stocking with Garterbelt』の原作権を株式会社トリガーに譲渡いたしました。今石監督らオリジナルスタッフで新プロジェクト発足とのこと。成功をお祈りしています！！” (트윗). 2023년 7월 2일에 확인함. |날짜=가 없거나 비었음 (도움말)
40. ↑  “アニメ『パンティ&ストッキング』新作が始動 PV公開でTRIGGERが新たに生み出す”. オリコン. 2023년 7월 2일. 2023년 7월 2일에 확인함. 다음 글자 무시됨: ‘和書’ (도움말)
41. ↑  “GAINAX NET”. 《www.gainax.co.jp》. |보존url=은 |보존날짜=를 필요로 함 (도움말)에 원본 문서에서 보존된 문서. 2024년 6월 7일에 확인함.
42. ↑  “株式会社ガイナックスからのお知らせに関して” (보도 자료) (일본어). 株式会社カラー. 2024년 6월 7일에 확인함.
43. ↑  “ダンタリアンの書架 :作品情報”. アニメハック. 2020년 7월 19일에 확인함.